# 約翰·布雷福德
約翰·布雷福德（英語：John Brayford；1987年12月29日—）是一位英格蘭足球運動員。在場上的位置是後衛。他現在效力於英格蘭足球甲級聯賽球隊謝菲爾德聯足球俱樂部。

## 外部連結
- 足球数据库：約翰·布雷福德的球员统计数据